# Epipactis muelleri
L'elleborina di Mueller (Epipactis muelleri Godfery, 1921) è una piccola pianta erbacea perenne dai delicati fiori, appartenente alla famiglia delle Orchidacee.

## Etimologia
Il termine Epipactis si trova per la prima volta negli scritti di Dioscoride Pedanio (Anazarbe in Cilicia, 40 circa - 90 circa) che fu un medico, botanico e farmacista greco antico che esercitò a Roma ai tempi dell'imperatore Nerone. L'origine di questo termine è sicuramente greca, ma l'etimologia esatta ci rimane oscura (qualche testo lo traduce con “crescere sopra”). Sembra comunque che in origine sia stato usato per alcune specie del genere Helleborus. In tempi moderni il nome del genere fu creato dal botanico e anatomista germanico Johann Gottfried Zinn (1727 – 1759), membro tra l'altro dell'Accademia delle Scienze di Berlino, in una pubblicazione specifica sul genere Epipactis nel 1757. 

L'epiteto specifico (muelleri) ricorda Sir Ferdinand Jacob Heinrich von Mueller (1825 – 1896); fisico, geografo e botanico di origine australiano-germanica.

Il binomio scientifico attualmente accettato (Epipactis leptochila)  è stato proposto dal botanico Masters John Godfery (1856-1945) in una pubblicazione del 1921.

In lingua tedesca questa pianta si chiama Müllers Sumpfwurz; in francese si chiama Épipactis de Mueller.

## Descrizione

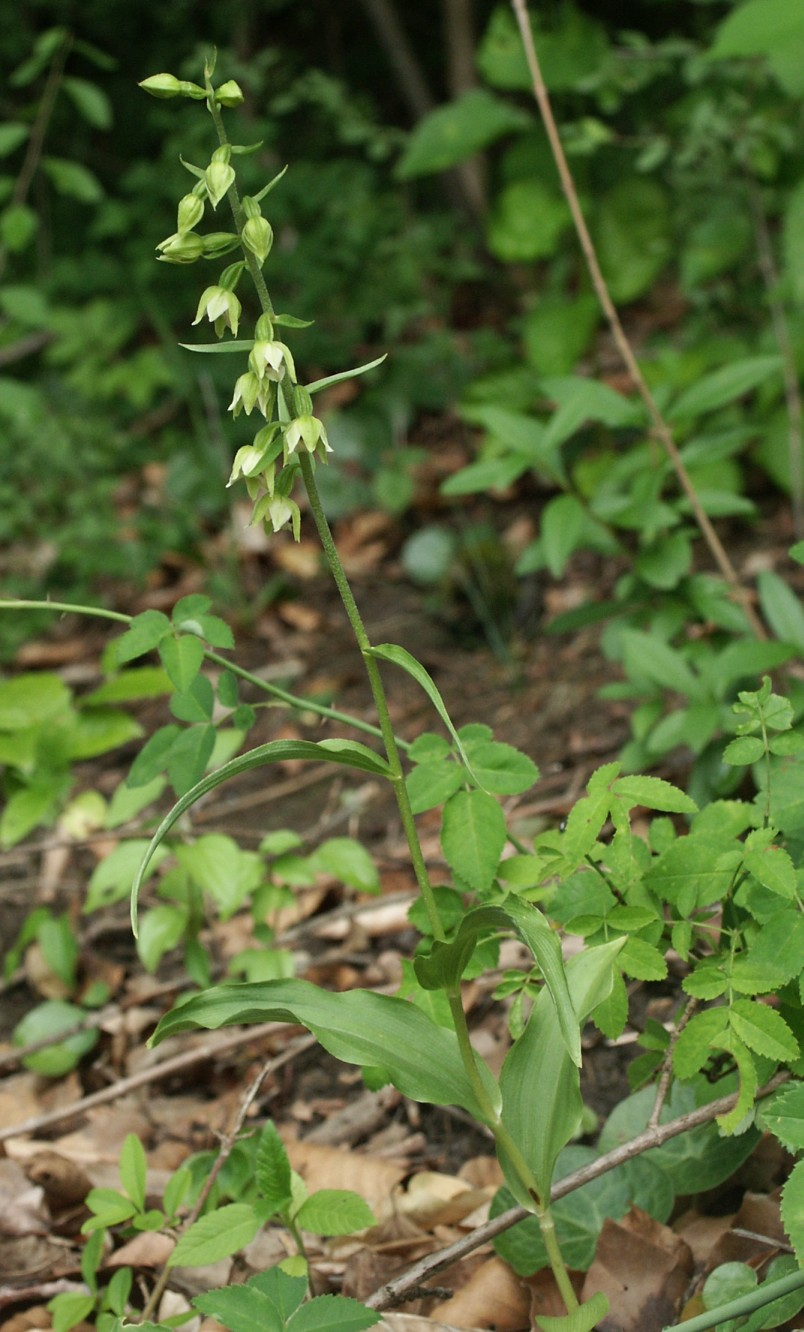
Il portamento

È una pianta erbacea perenne alta da 20 a 70 cm. La forma biologica di questa orchidea è geofita rizomatosa (G rizh), ossia è una piante con un particolare fusto sotterraneo, detto rizoma, che ogni anno si rigenera con nuove radici e   fusti avventizi. Queste piante, contrariamente ad altri generi delle orchidee, non sono “epifite”, ossia non vivono a spese di altri vegetali di maggiori proporzioni (hanno cioè un proprio rizoma).

### Radici
Le radici sono secondarie da rizoma a consistenza carnosa.

### Fusto
- Parte ipogea: la parte sotterranea consiste in un breve rizoma.
- Parte epigea: la parte aerea è mediamente fogliosa, eretta e semplice a sezione cilindrica. La parte superiore può essere pubescente.

### Foglie

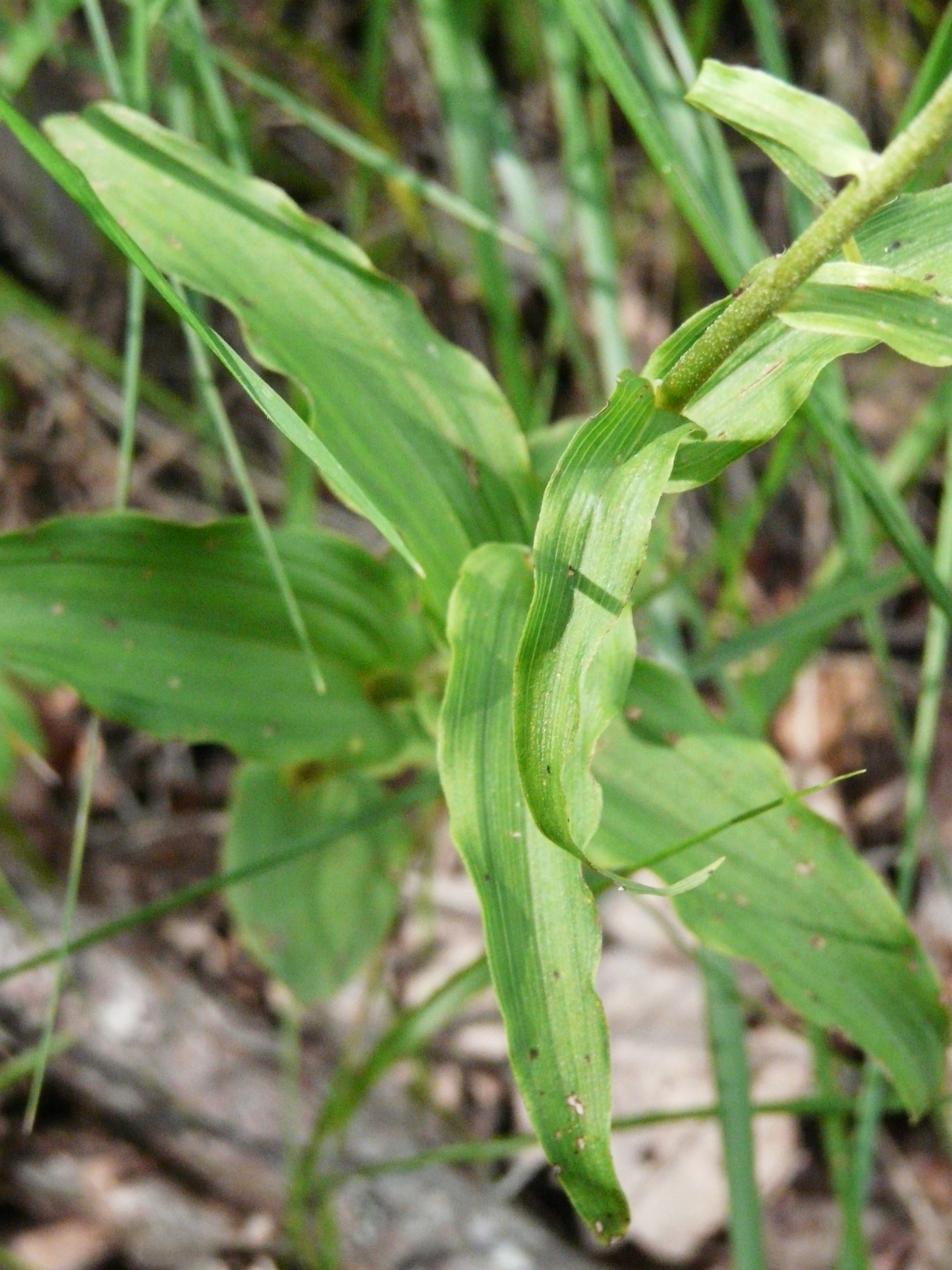
Le foglie

Le foglie (da 6 a 15 per pianta), a disposizione spiralata, sono distribuite lungo tutto il fusto, sono intere a forma lanceolata o ovato-ellittica con apice acuto; sono sessili, appena amplessicauli. La lamina è percorsa da diverse nervature longitudinali (lamina quasi scanalata) ed ha i bordi ondulati; la consistenza è coriacea. Le foglie superiori sono progressivamente più ristrette. 

### Infiorescenza

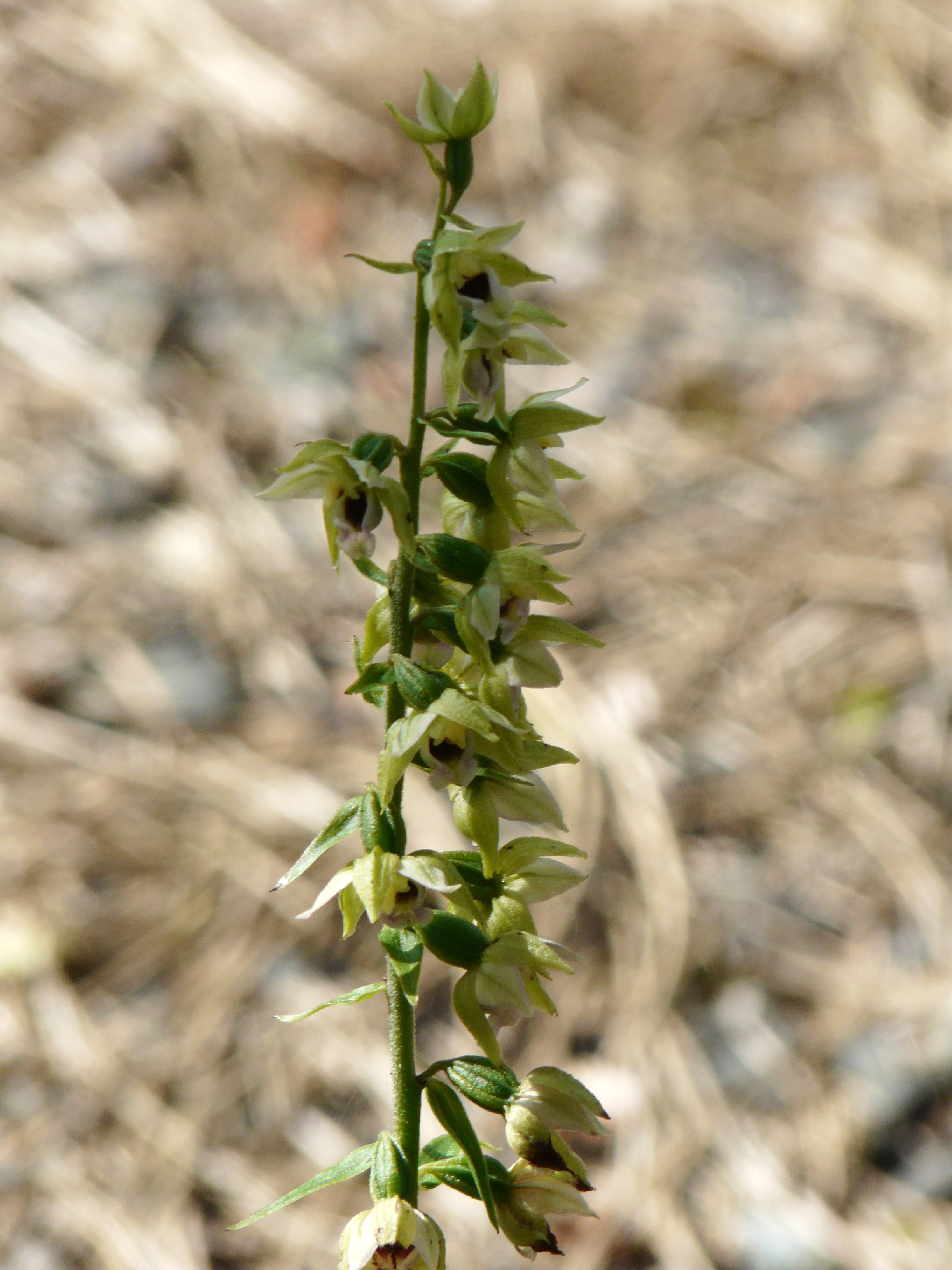
Infiorescenza

L'infiorescenza è un racemo terminale, allungato e lineare con fiori penduli e pedicellati; la disposizione è leggermente unilaterale. Alla base del pedicello sono presenti delle brattee erbacee a forma lanceolata. Queste brattee sono di tipo fogliaceo e quelle più basse sono molto simili alle foglie superiori, mentre quelle superiori sono progressivamente più piccole; tutte sono pendule come i fiori. I fiori sono resupinati, ruotati sottosopra tramite torsione del pedicello (e non dell'ovario come nel genere Cephalanthera). 

### Fiore

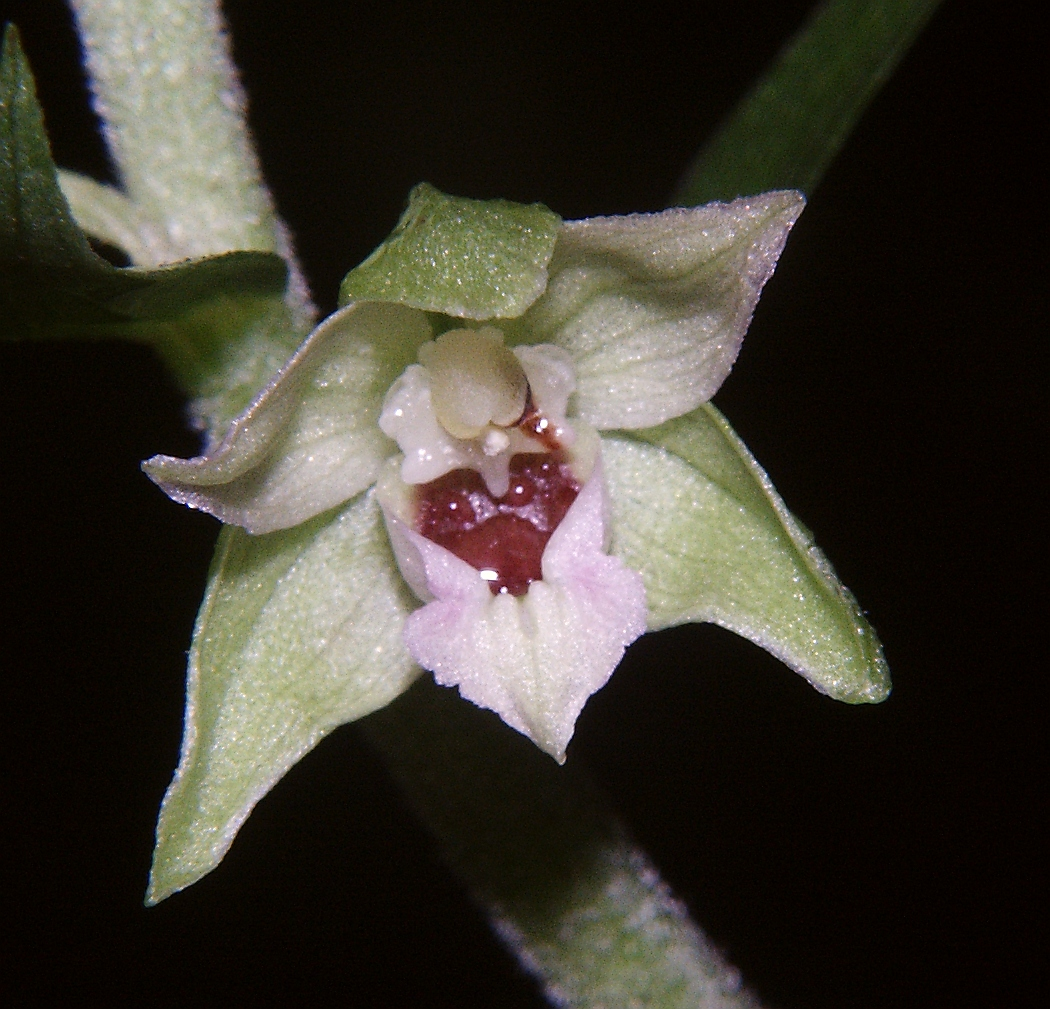
Il fiore

I fiori sono ermafroditi ed irregolarmente zigomorfi, pentaciclici (perigonio a 2 verticilli di tepali, 2 verticilli di stami, 1 verticillo dello stilo). I fiori sono colorati di verde pallido, mentre all'interno hanno sfumature biancastre. Dimensione del fiore: 10 – 15 mm.
- Formula fiorale: per queste piante viene indicata la seguente formula fiorale:

P 3+3, [A 1, G (3)]
- Perigonio: il perigonio è composto da 2 verticilli con 3 tepali ciascuno (3 interni e 3 esterni) di forma lanceolata, liberi e patenti; il primo verticillo (esterno) ha 3 tepali di tipo sepaloide (simili ai sepali di un calice) ed hanno l'apice acuto; nel secondo verticillo (interno) il tepalo centrale (chiamato “labello”) è notevolmente diverso rispetto agli altri due laterali che si presentano più o meno uguali ai tepali esterni ma con sfumature più biancastre. Dimensione dei tepali: 10 mm.

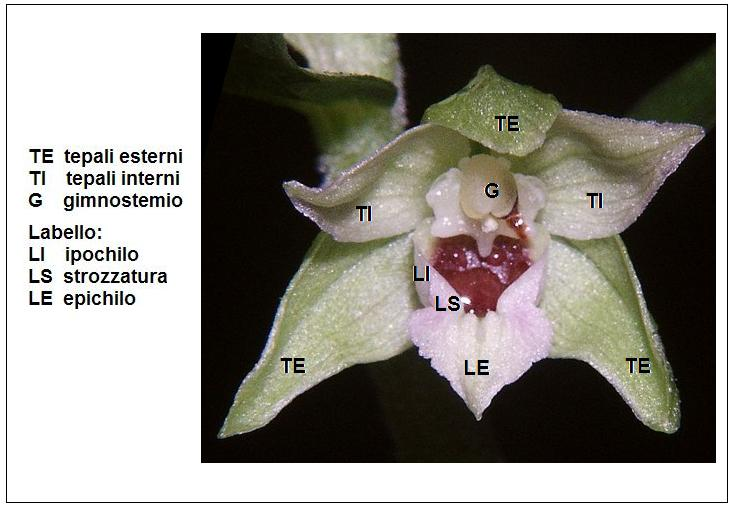
Descrizione delle parti del fiore

- Labello: il labello è diviso in due sezioni; la porzione posteriore del labello (basale, chiamata ipochilo) è concava e stretta, mentre quella anteriore (apicale, chiamata epichilo) è più allargata e incurvata verso il basso con apice appuntito (ottuso). La colorazione del labello è rosa chiaro (l'epichilo nella zona centrale è quasi bianco), mentre al centro dell'ipochilo è presente una zona interna colorata di rosso carminio scuro. Nel mezzo tra l'ipochilo e l'epichilo è presente una strozzatura che collega le due parti. Il labello è inoltre privo di callosità evidenti e non è speronato come in altri generi e l'ipochilo è nattarifero.

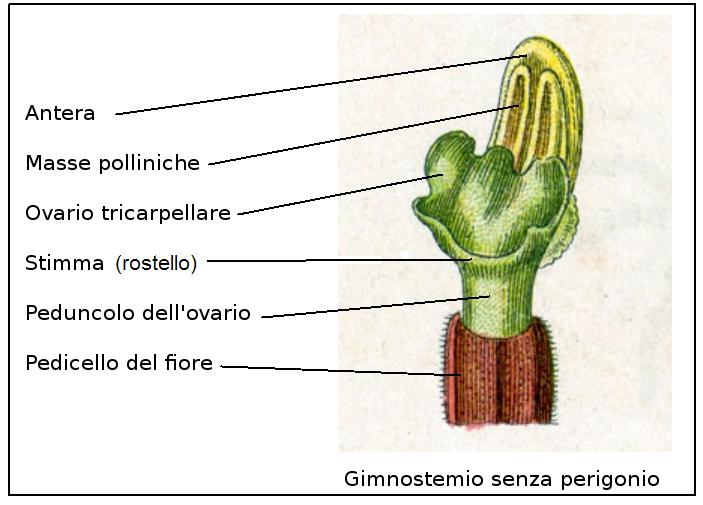
Descrizione del ginostemio

- Ginostemio:  lo stame con la rispettiva antera biloculare è concresciuto con lo stilo e forma una specie di organo colonnare chiamato ginostemio[5]. Il colore di questo organo è fondamentalmente giallastro. L'ovario è infero, piriforme-globoso ed è formato da tre carpelli fusi insieme, sorretto da un peduncolo incurvato. Il polline è più o meno incoerente (friabile e polverulento) distribuito su masse cerose polliniche bilobe (una per ogni loculo dell'antera); queste masse sono prive di “caudicole” (filamento di aggancio all'antera). Il rostello in questa pianta è atrofizzato e quindi non funzionante.
- Fioritura : da giugno ad agosto.

### Frutti

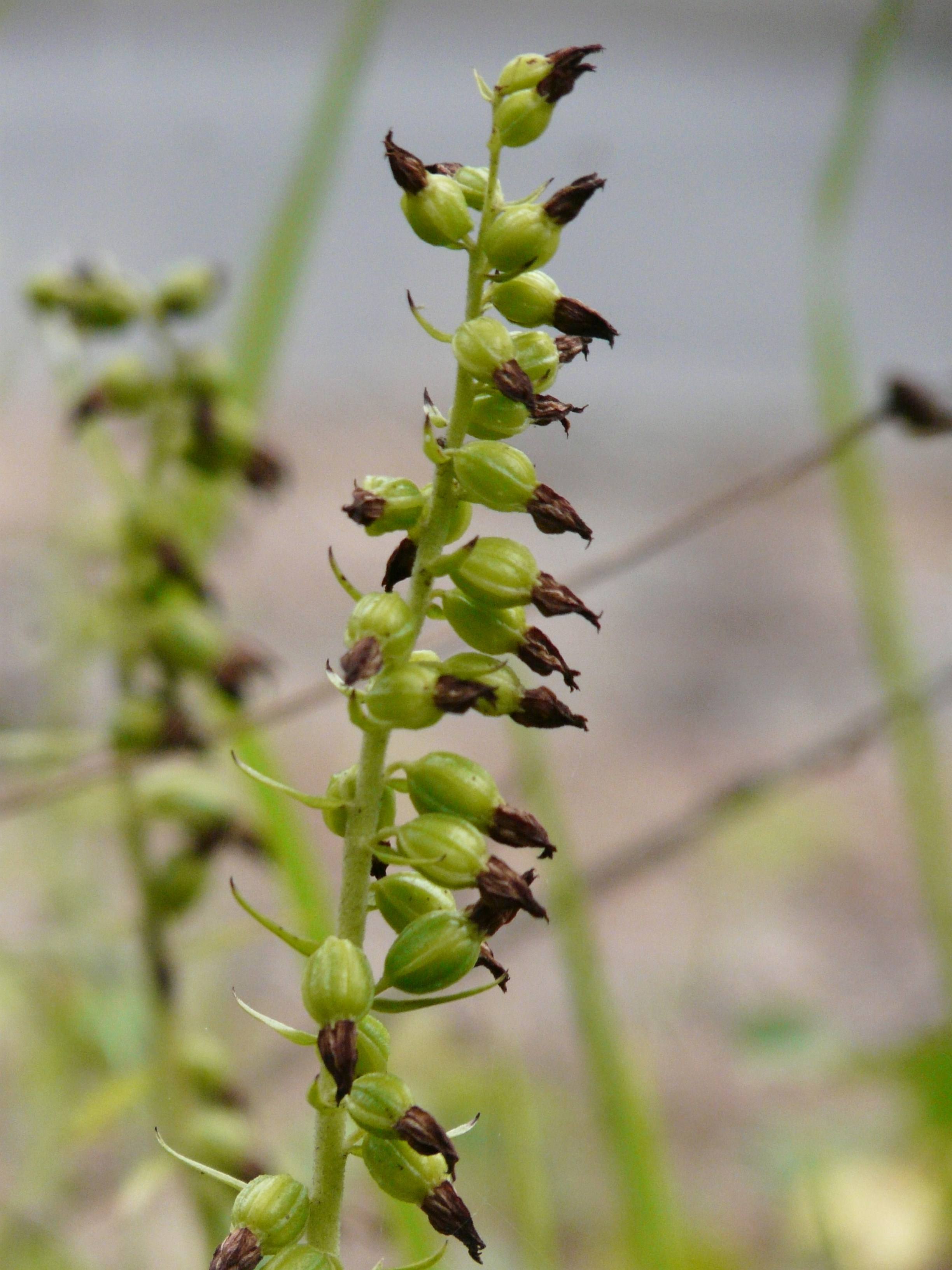
I frutti

Il frutto è una capsula obovoide (o esagonale) a più coste contenente moltissimi, minuti semi. Anche le capsule, come i fiori, sono orizzontali o pendule.

## Biologia
In queste piante la riproduzione avviene tramite l'impollinazione anche se sono poco nettarifere (i vari insetti pronubi frequentano ugualmente questi fiori sperando di trovare del nettare); in effetti le E. nuelleri vengono considerate autogame.

## Distribuzione e habitat
- Geoelemento: il tipo corologico (area di origine) è Europeo.
- Diffusione: è considerata una specie rara; sulle Alpi italiane questa pianta si trova nelle seguenti province: VA BG BS TN BZ BL UD. Oltre il confine italiano (sempre sulle Alpi) si trova nelle Alpi francesi, in alcuni cantoni della Svizzera, in Austria inferiore (Carinzia, Stiria e Vienna) e in Slovenia. Sugli altri rilievi europei è presente nella Foresta Nera, Massiccio del Giura, Massiccio Centrale e Carpazi.
- Habitat: l'habitat tipico sono i sottoboschi misti di querceti e carpineti, ma anche le praterie rase, prati e pascoli aridi del piano collinare a quello montano. Il substrato preferito è calcareo con pH basico e bassi valori nutrizionali del terreno che deve essere secco.
- Diffusione altitudinale: sui rilievi queste piante si possono trovare fino a 1300 m s.l.m.; frequentano quindi i seguenti piani vegetazionali: collinare e montano.

### Fitosociologia
Dal punto di vista fitosociologico la specie Epipactis microphylla appartiene alla seguente comunità vegetale:
Formazione: delle comunità forestali
Classe: Trifolio-Geranietea sanguinei
Ordine: Origanetalia vulgaris

## Tassonomia
Le Orchidaceae è una delle famiglie più vaste della divisione tassonomica delle Angiosperme; comprende 788 generi e più di 18500 specie.  Il genere Epipactis comprende circa 70 specie diffuse in Europa, in Asia e in America, delle quali circa una decina sono spontanee della flora italiana. 

Il Sistema Cronquist assegna la famiglia delle Orchidaceae all'ordine Orchidales mentre la moderna classificazione APG la colloca nel nuovo ordine delle Asparagales. Sempre in base alla classificazione APG sono cambiati anche i livelli superiori (vedi tabella iniziale).

	
Il genere Epipactis, insieme al genere Cephalanthera, appartiene (secondo la suddivisione più in uso tra i botanici) alla sottofamiglia delle Epidendroideae caratterizzata dall'avere lo stame (l'unico fertile) ripiegato sopra il ginostemio e il labello composto da due pezzi distinti: ipochilo e epichilo; e al livello inferiore alla tribù delle Neottieae, una delle quattro tribù nelle quali si usa suddividere le orchidee (relativamente alle specie spontanee del territorio italiano).

Il numero cromosomico di E. muelleri è: 2n = 38.

### Variabilità
Epipactis muelleri è a capo di un “gruppo polimorfo”. Le altre orchidee del gruppo sono:
- Epipactis greuteri subsp. flaminia (P.R.Savelli & Aless.) H.Baumann, Künkele & R.Lorenz  (2004)
- Epipactis persica subsp. gracilis (B.Baumann & H.Baumann) W.Rossi
- Epipactis leptochila (Godfery) Godfery (1921).
- Epipactis placentina Bongiorni & P.Grünanger (1993).

#### Sottospecie
Sono note le seguenti sottospecie:
- Epipactis muelleri subsp. cerritae M.P.Grasso (1994)
- Epipactis muelleri subsp. muelleri, sottospecie nominale

### Ibridi
Nell'elenco che segue sono indicati alcuni ibridi interspecifici:
- Epipactis × heterogama M.Bayer (1986)
- Epipactis × reinekei M.Bayer (1986)
- Epipactis × barreana B.Baumann & H.Baumann (1988)

### Sinonimi
La specie Epipactis muelleri ha avuto nel tempo diverse nomenclature. L'elenco che segue indica alcuni tra i sinonimi più frequenti:
- Epipactis helleborine (L.) Crantz subsp. muelleri (Godfery) O.Bolòs, Masalles & Vigo Collect. (1988) (basionimo)
- Epipactis viridiflora (Hoffm.) H.Müll.
- Helleborine muelleri (Godfery) Bech. (1936)

### Specie simili
In genere tutte le Epipactis sono abbastanza simili nella forma del fiore. Qui ricordiamo alcune specie (tralasciando le varie sottospecie) quali: 
- Epipactis leptochila (Godfery) Godfery - Elleborina a labello sottile: è una specie con labello poco sviluppato.
- Epipactis microphylla (Ehrh.) Swartz. - Elleborina minore: è una specie con poche e piccole foglie.
- Epipactis atrorubens (Hoffm.) Besser - Elleborina violacea: i fiori sono bruno-rosei.
- Epipactis palustris (L.) Crantz – Elleborina palustre: i fiori sono bruno-purpureo tendente al biancastro.
- Epipactis helleborine (L.) Crantz – Elleborina comune: si distingue soprattutto per la larghezza delle foglie.

## Conservazione
Come tutte le orchidee è una specie protetta e quindi ne è vietata la raccolta e il commercio ai sensi della Convenzione sul commercio internazionale delle specie minacciate di estinzione (CITES).

## Galleria d'immagini

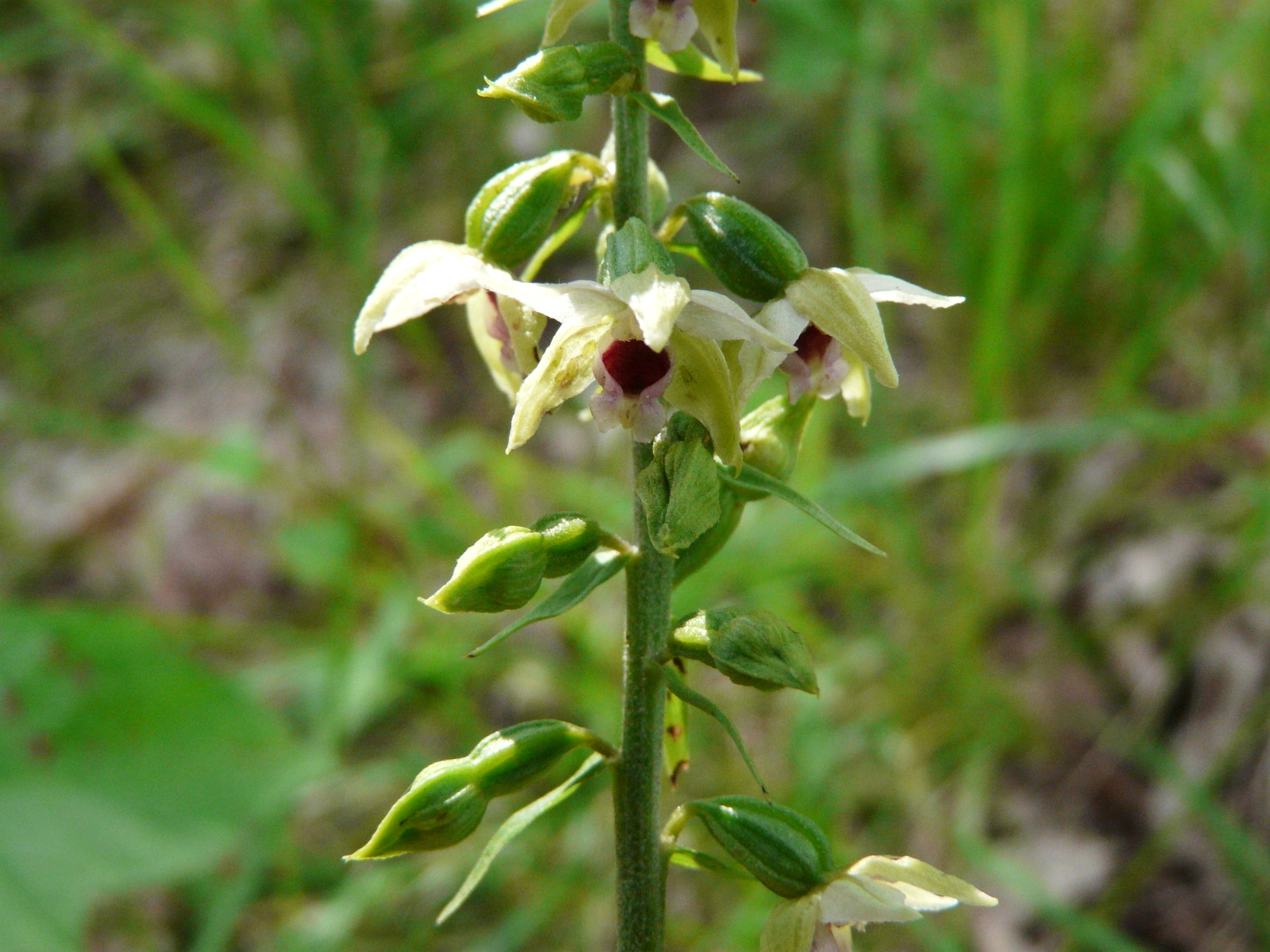
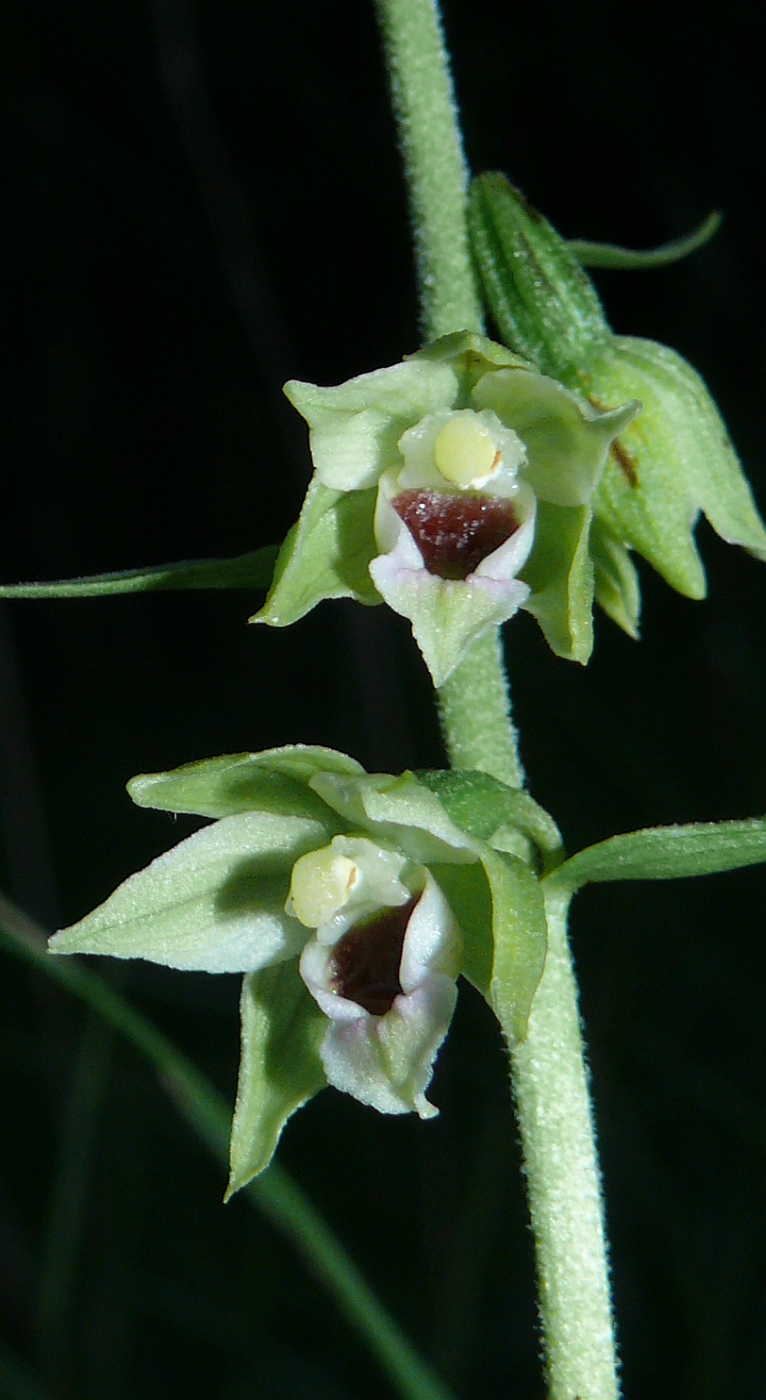
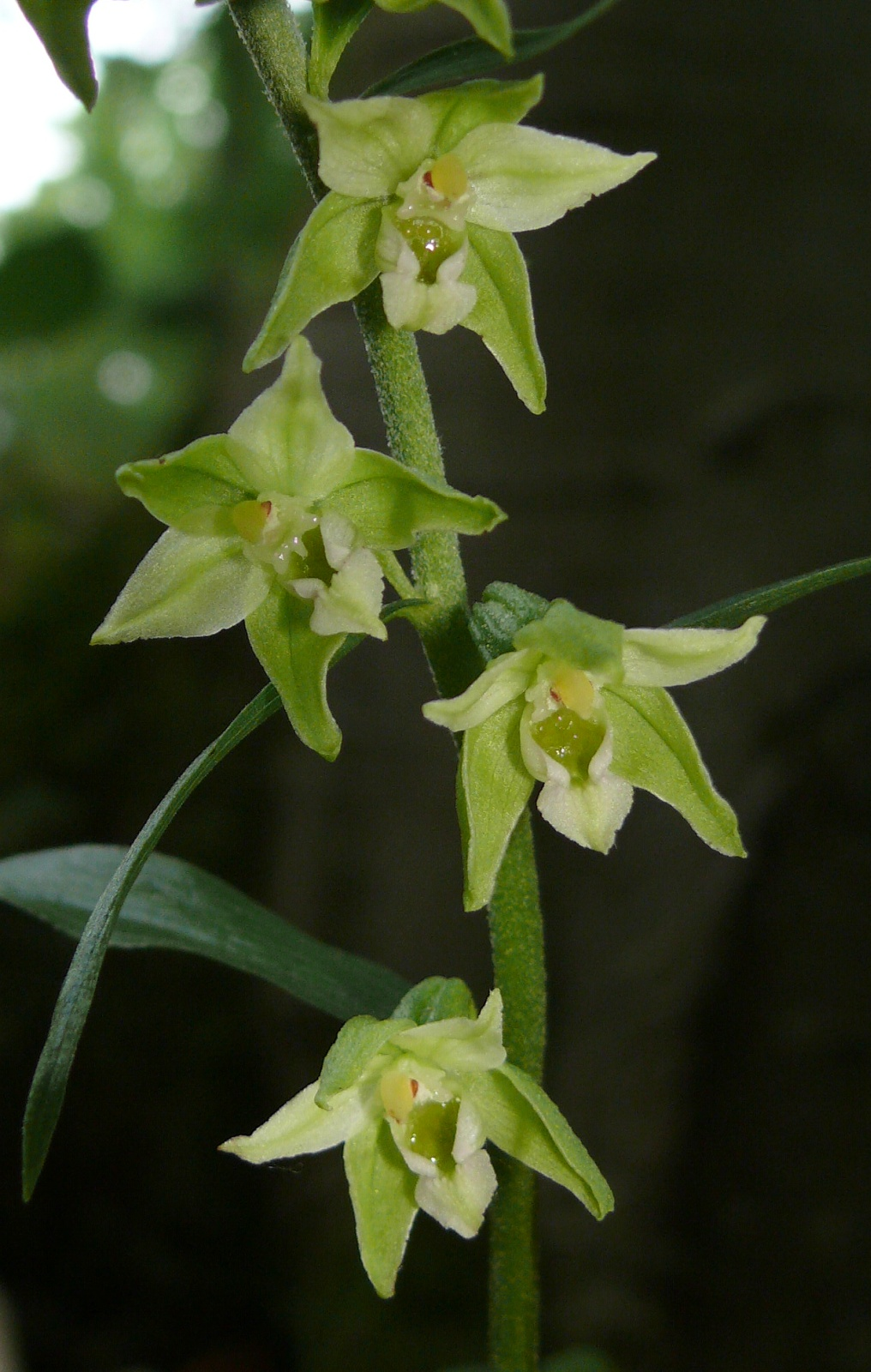
Variante alba
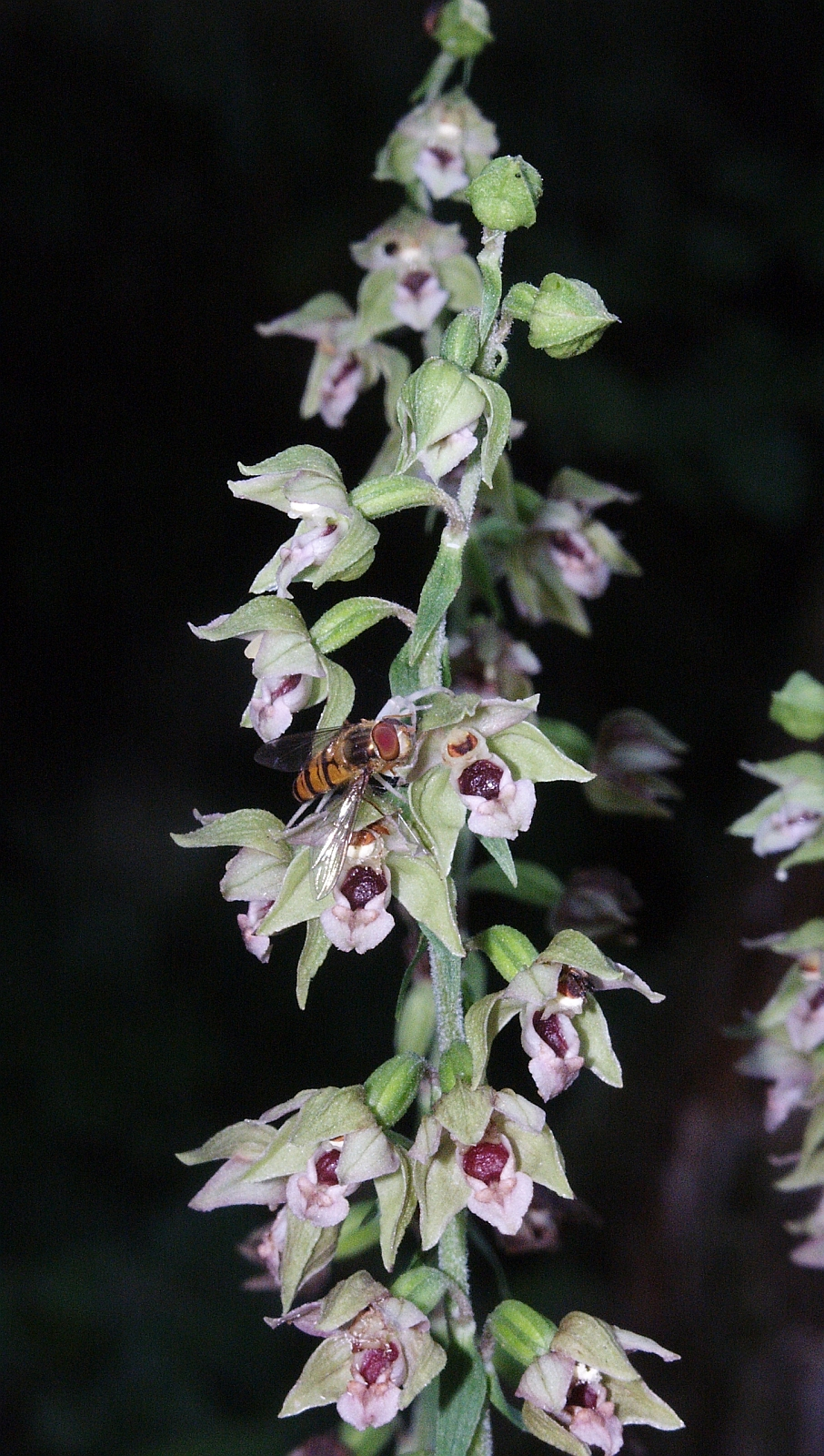
Ibrido x reinekei